# Lista de dinastias do Vietnã
Antes da abdicação de Bảo Đại em 25 de agosto de 1945, durante a Revolução de Agosto, o Vietnã era governado por uma série de dinastias de origem local ou chinesa. A seguir está uma lista das principais dinastias da história do Vietnã.

## Antecedentes

### Convenção de nomenclatura
Na historiografia vietnamita, as dinastias são geralmente conhecidas pelos historiadores pelo sobrenome dos monarcas. Por exemplo, a Dinastia Đinh (Nhà Đinh) é conhecido como tal porque o clã governante tinha o sobrenome Đinh (丁). 
Semelhante às dinastias chinesas, as dinastias vietnamitas adotariam um quốc hiệu ("nome do estado") após o estabelecimento do reino. Entretanto, como era comum que várias dinastias compartilhassem o mesmo nome oficial, referir-se aos regimes pelo nome oficial na historiografia seria potencialmente confuso. Por exemplo, o quốc hiệu "Đại Việt" foi usado pela Dinastia Lý (desde o reinado de Lý Thánh Tông), pela Dinastia Trần, pela Dinastia Trần Posterior, pela Dinastia Lê Posterior, pela Dinastia Mạc, e pela Dinastia Tây Sơn. 
Na língua vietnamita, a palavra para "dinastia" pode ser escrita como nhà ou triều, dependendo do contexto. O primeiro é geralmente usado para denotar a família governante, enquanto o último se refere ao regime dinástico. Por exemplo, a Dinastia Mạc pode ser traduzida como "Nhà Mạc" ou "Mạc triều". 

### Origem das dinastias
Além de mais de um milênio de domínio direto chinês, o Vietnã foi governado por uma série de dinastias "locais", embora algumas delas possam ter suas origens rastreadas até a China.
O fundador da lendária dinastia Hồng Bàng, Lộc Tục, foi registrado como desd.C.ndente do mítico governante chinês Shennong. 
De acordo com dois textos históricos vietnamitas, os Anais Completos de Đại Việt e o Texto Anotado Comissionado Imperialmente Refletindo a História Completa de Việt, Thục Phán da Dinastia Thục era de Sichuan, China, que estava anteriormente sob o domínio do antigo Estado Chinês de Shu.  
A Dinastia Triệu, estabelecida por Zhao Tuo da Dinastia Chin da China,   foi considerada um regime local ortodoxo pela historiografia tradicional vietnamita. No entanto, os historiadores vietnamitas modernos geralmente consideram a dinastia Triệu como um regime estrangeiro que governou o Vietname. 
O fundador da Dinastia Lý Inicial, Lý Bôn, era desd.C.ndente de refugiados chineses que fugiram da tomada do poder por Wang Mang nos últimos anos do Han Ocidental na China.       
O primeiro imperador da Dinastia Lý, Lý Công Uẩn, pode ter sua linhagem paterna rastreada até a moderna Fujian, China.      O pai de Lý Công Uẩn, Lý Thuần An, escapou de Hebei para Quanzhou depois que o avô de Lý Công Uẩn, Li Song, foi injustamente acusado de traição e executado pelo Imperador Yin de Han Posterior.  
A origem da Dinastia Trần foi rastreada até a moderna Fujian, de onde o and.C.stral do clã imperial Trần, Trần Kính, migrou no século XI d.C.   A Dinastia Trần Posterior foi governada pelo mesmo clã imperial da dinastia Trần anterior.
A Dinastia Hồ foi governada pela família Hồ, que migrou da atual Zhejiang, China, para o Vietnã sob a liderança de Hồ Hưng Dật durante o século X d.C..  A Dinastia Hồ reivindicou a desd.C.ndência do duque Hu de Chen, o fundador do antigo estado chinês de Chen.   O duque Hu de Chen era, por sua vez, desd.C.ndente do lendário imperador Shun, que foi reconhecido por Hồ Quý Ly como o progenitor da família imperial Hồ.   Conseqüentemente, a dinastia Hồ adotou o quốc hiệu oficial "Đại Ngu" ("Grande Ngu"); "Ngu" foi derivado do nome da linhagem do Imperador Shun, Youyu (有虞). Governantes da Dinastia Tây Sơn, inicialmente apelidados de Hồ, eram desd.C.ndentes da mesma linhagem da dinastia Hồ. 

### Relações familiares entre dinastias
Várias dinastias vietnamitas estavam relacionadas:
- Dương Vân Nga foi originalmente uma imperatriz consorte de Đinh Tiên Hoàng, o fundador da Dinastia Đinh; mais tarde ela se tornou imperatriz consorte de Lê Hoàn, o fundador da Dinastia Lê Inicial
- Lê Thị Phất Ngân, a imperatriz consorte de Lý Thái Tổ, o fundador da Dinastia Lý, era filha de Lê Hoàn e, portanto, originalmente uma prind.C.sa da Dinastia Lê Inicial.
- O último monarca da dinastia Lý, Lý Chiêu Hoàng, era esposa de Trần Thái Tông, o fundador da Dinastia Trần. Mais tarde, ele se casaria com a irmã mais velha dela, a prind.C.sa Lý Oánh, a mãe biológica de Trần Thánh Tông.
- Hồ Quý Ly, o fundador da Dinastia Hồ, foi o avô materno de Trần An, o último imperador da dinastia Trần
- Giản Định Đế, o fundador da Dinastia Trần Posterior, era filho do nono monarca Trần, Trần Nghệ Tông; ele também era irmão mais velho do 12º imperador da dinastia Trần, Trần Thuận Tông
- A Dinastia Lê Primitiva e a Dinastia Lê Restaurada são coletivamente chamadas de Dinastia Lê Posterior; o fundador da dinastia Lê Revival, Lê Trang Tông, era filho de Lê Chiêu Tông, o 11º Imperador Lê Primitivo.
- A casa governante da Dinastia Tây Sơn desd.C.ndia do mesmo and.C.stral paterno da Dinastia Hồ
- Gia Long Đế, o fundador da Dinastia Nguyễn, era neto paterno de Nguyễn Phúc Khoát, o oitavo Senhor Nguyễn

### Champá
Champá (Chăm Pa; 占婆) existiu como um governo independente até sua anexação pela Dinastia Nguyễn em 1832 d.C., lançando assim as bases para os territórios do moderno estado vietnamita. A maioria dos governantes de Champa eram desd.C.ndentes de Cham, um grupo étnico austronésio distinto da etnia majoritária Kinh do Vietnã. 
Houve 15 dinastias na história de Champá. De acordo com fontes históricas chinesas, Champa usou oficialmente o quốc hiệu "Lâm Ấp" (林邑) da 1ª à 4ª dinastias, "Hoàn Vương" (環王) durante a 5ª dinastia, e "Chiêm Thành" (占城) da 6ª à 15ª dinastias. 

## Lista de dinastias
Esta lista inclui as várias dinastias na história do Vietnã, tanto de origem local quanto chinesa. As dinastias da China que governaram o Vietnã são destacadas em laranja. A Dinastia Triệu é destacada em laranja claro devido ao seu status disputado.
| Dinastia                                                              | Dinastia                                                                              | Governo   | Governo     | Governo     | Status[a]                                                  | Governantes     | Governantes               | Governantes                                                    | Governantes |
| Nome historiográfico (Tradução / Chữ Quốc ngữ / Hán Nôm)              | Nome oficial[b] (Chữ Quốc ngữ / Hán Nôm)                                              | Início    | Fim         | Período     | Status[a]                                                  | Sobrenome       | Primeiro Governante[c][d] | Último Governante[d]                                           | Lista       |
| --------------------------------------------------------------------- | ------------------------------------------------------------------------------------- | --------- | ----------- | ----------- | ---------------------------------------------------------- | --------------- | ------------------------- | -------------------------------------------------------------- | ----------- |
| Dinastia Hồng Bàng Hồng Bàng thị                                      | 2879–2524 a.C.: Xích Quỷ 2524–258 a.C.: Văn Lang                                      | 2879 a.C. | 258 a.C.    | 2621 anos   | Real                                                       |                 | Kinh Dương Vương          | Hùng Duệ Vương                                                 | (lista)     |
| Dinastia Thục Thục triều / Nhà Thục                                   | Âu Lạc                                                                                | 257 a.C.  | 207 a.C.[e] | 50 anos[e]  | Real                                                       | Khai Minh       | An Dương Vương            | An Dương Vương                                                 | (lista)     |
| Dinastia Triệu[f] Triệu triều / Nhà Triệu                             | Nam Việt                                                                              | 204 a.C.  | 111 a.C.    | 93 anos     | 204–180 a.C.; 125–111 a.C.: Real 180–125 a.C.: Imperial[g] | Zhao 趙         | Wu de Nanyue              | Zhao Jiande                                                    | (lista)     |
| Dinastia Han Ocidental[h][i] Tây Hán                                  | Nenhum título dinástico vietnamita independente[j]                                    | 111 a.C.  | 9 d.C.      | 120 anos    | Imperial                                                   | Liu             | Wu de Han                 | Liu Ying[k]                                                    | (lista)     |
| Dinastia Xin[i] Tân triều / Nhà Tân                                   | Nenhum título dinástico vietnamita independente[j]                                    | 9 d.C.    | 23 d.C.     | 14 anos     | Imperial                                                   | Wang 王         | Wang Mang                 | Wang Mang                                                      | (lista)     |
| Dinastia Han Oriental[h][i][l] Đông Hán                               | Nenhum título dinástico vietnamita independente[j]                                    | 25 d.C.   | 220         | 192 anos[m] | Imperial                                                   | Liu 劉          | Guangwu de Han            | Xian de Han                                                    | (lista)     |
| Dinastia Wu Oriental[l] Đông Ngô                                      | Nenhum título dinástico vietnamita independente[j]                                    | 229       | 280         | 45 anos[n]  | Imperial                                                   | Sun 孫          | Da de Wu Oriental         | Sun Hao                                                        | (lista)     |
| Dinastia Jin Ocidental[o][l] Tây Tấn                                  | Nenhum título dinástico vietnamita independente[j]                                    | 266       | 316         | 41 anos[p]  | Imperial                                                   | Sima 司馬       | Wu de Jin                 | Min de Jin                                                     | (lista)     |
| Dinastia Jin Oriental[o][l] Đông Tấn                                  | Nenhum título dinástico vietnamita independente[j]                                    | 317       | 420         | 103 anos    | Imperial                                                   | Sima 司馬       | Yuan de Jin               | Gong de Jin                                                    | (lista)     |
| Dinastia Liu Song[l] Lưu Tống                                         | Nenhum título dinástico vietnamita independente[j]                                    | 420       | 479         | 59 anos     | Imperial                                                   | Liu 劉          | Wu de Liu Song            | Shun de Liu Song                                               | (lista)     |
| Dinastia Qi do Sul[l] Nam Tề                                          | Nenhum título dinástico vietnamita independente[j]                                    | 479       | 502         | 23 anos     | Imperial                                                   | Xiao 蕭         | Gao de Qi do Sul          | He de Qi do Sul                                                | (lista)     |
| Dinastia Liang[l] Lương triều / Nhà Lương                             | Nenhum título dinástico vietnamita independente[j]                                    | 502       | 544         | 42 anos     | Imperial                                                   | Xiao 蕭         | Wu de Liang               | Wu de Liang                                                    | (lista)     |
| Dinastia Lý Inicial Tiền Lý triều / Nhà Tiền Lý                       | Vạn Xuân[q]                                                                           | 544       | 602         | 58 anos     | Imperial                                                   | Lý[r]           | Lý Bôn                    | Lý Phật Tử                                                     | (lista)     |
| Dinastia Sui[s] Tùy triều / Nhà Tùy                                   | Nenhum título dinástico vietnamita independente[j]                                    | 602       | 618         | 16 anos     | Imperial                                                   | Yang 楊         | Wen de Sui                | Yang de Sui                                                    | (lista)     |
| Dinastia Tang[s] Đường triều / Nhà Đường                              | Nenhum título dinástico vietnamita independente[j]                                    | 621       | 907         | 271 anos[t] | Imperial                                                   | Li 李           | Gaozu de Tang             | Ai de Tang                                                     | (lista)     |
| Dinastia Wu Zhou[s] Võ Chu                                            | Nenhum título dinástico vietnamita independente[j]                                    | 690       | 705         | 15 anos     | Imperial                                                   | Wu 武           | Shengshen de Wu Zhou      | Shengshen de Wu Zhou                                           | (lista)     |
| Dinastia Han do Sul[s] Nam Hán                                        | Nenhum título dinástico vietnamita independente[j]                                    | 930       | 938         | 8 anos      | Imperial                                                   | Liu 劉          | Gaozu de Han do Sul       | Gaozu de Han do Sul                                            | (lista)     |
| Dinastia Ngô Ngô triều / Nhà Ngô                                      | Tĩnh Hải quân                                                                         | 939       | 965         | 26 anos     | Real                                                       | Ngô[u]          | Ngô Quyền                 | Nam Tấn Vương (co-governante) Thiên Sách Vương (co-governante) | (lista)     |
| Dinastia Đinh Đinh triều / Nhà Đinh                                   | Đại Cồ Việt                                                                           | 968       | 980         | 12 anos     | Imperial[v]                                                | Đinh 丁         | Đinh Bộ Lĩnh              | Đinh Toàn                                                      | (lista)     |
| Dinastia Lê Inicial Tiền Lê triều / Nhà Tiền Lê                       | Đại Cồ Việt                                                                           | 980       | 1009        | 29 anos     | Imperial[v]                                                | Lê              | Lê Hoàn                   | Lê Long Đĩnh                                                   | (lista)     |
| Dinastia Lý Lý triều / Nhà Lý                                         | 1009–1054: Đại Cồ Việt 1054–1225: Đại Việt                                            | 1009      | 1225        | 216 anos    | Imperial[v]                                                | Lý              | Lý Thái Tổ                | Lý Chiêu Hoàng                                                 | (lista)     |
| Dinastia Trần Trần triều / Nhà Trần                                   | Đại Việt                                                                              | 1225      | 1400        | 175 anos    | Imperial[v]                                                | Trần[w]         | Trần Thái Tông            | Trần An                                                        | (lista)     |
| Dinastia Hồ Hồ triều / Nhà Hồ                                         | Đại Ngu                                                                               | 1400      | 1407        | 7 anos      | Imperial[v]                                                | Hồ[x] 胡        | Hồ Quý Ly                 | Hồ Hán Thương                                                  | (lista)     |
| Dinastia Ming[y] Minh triều / Nhà Minh                                | Nenhum título dinástico vietnamita independente[j]                                    | 1407      | 1427        | 20 anos     | Imperial                                                   | Zhu 朱          | Yongle                    | Xuande                                                         | (lista)     |
| Dinastia Trần Posterior Hậu Trần triều / Nhà Hậu Trần                 | Đại Việt                                                                              | 1407      | 1413        | 6 anos      | Imperial[v]                                                | Trần            | Giản Định Đế              | Trùng Quang Đế                                                 | (lista)     |
| Dinastia Lê Primitiva[z] Lê sơ triều / Nhà Lê sơ                      | Đại Việt                                                                              | 1428      | 1527        | 99 anos     | Imperial[v]                                                | Lê              | Lê Thái Tổ                | Lê Cung Hoàng                                                  | (lista)     |
| Dinastia Mạc[aa] Mạc triều / Nhà Mạc                                  | Đại Việt                                                                              | 1527      | 1677        | 150 anos    | Imperial[v]                                                | Mạc             | Mạc Thái Tổ               | Mạc Kính Vũ                                                    | (lista)     |
| Dinastia Lê Restaurada[z][aa] Lê trung hưng triều / Nhà Lê trung hưng | Đại Việt                                                                              | 1533      | 1789        | 256 anos    | Imperial[v]                                                | Lê              | Lê Trang Tông             | Lê Mẫn Đế                                                      | (lista)     |
| Dinastia Tây Sơn Tây Sơn triều / Nhà Tây Sơn                          | Đại Việt                                                                              | 1778      | 1802        | 24 anos     | Imperial[v]                                                | Nguyễn[ab]      | Thái Đức Đế               | Cảnh Thịnh Đế                                                  | (lista)     |
| Dinastia Nguyễn[ac] Nguyễn triều / Nhà Nguyễn                         | 1802–1804: Nam Việt 1804–1839: Việt Nam[ad] 1839–1945: Đại Nam 1945: Đế quốc Việt Nam | 1802      | 1945        | 143 anos    | Imperial[v]                                                | Nguyễn Phúc[ae] | Gia Long Đế               | Bảo Đại Đế                                                     | (lista)     |